# Salsa-ragga et salsaton
 (décembre 2017).
Si vous disposez d'ouvrages ou d'articles de référence ou si vous connaissez des sites web de qualité traitant du thème abordé ici, merci de compléter l'article en donnant les références utiles à sa vérifiabilité et en les liant à la section « Notes et références ».
Genres associés
Salsaton, salsa choke, rumbaton
La salsa-ragga est un genre musical ayant émergé de par la fusion entre la salsa et le ragga dans les années 1990, et qui a apporté un souffle nouveau à la salsa. Dans la continuité, le salsaton, fusion de la salsa et du reggaeton (dérivé du ragga, avec des influences de musique latine et du hip-hop), voit le jour au milieu de années 2000 et qui prend de plus en plus d'ampleur. 

## Histoire
Sergio George, grand producteur de salsa, a eu l'idée d'allier les sonorités de salsa au ragga et a constitué pour cela en 1996 un boys band, DLG, avec un chanteur de ragga, James Da Barba, et deux autres chanteurs, Huey Dunbar (choisi parce qu'il avait une voix proche de celle de Marc Anthony, chanteur de salsa à succès) et Fragancia. Le groupe chante en fait surtout des reprises, et connait un grand succès avec le titre La quiero a morir, une reprise de Je l'aime à mourir de Francis Cabrel, ainsi que Juliana en duo avec Cuco Valoy, l'auteur-compositeur-interprète original et Acuyeye de Johnny Pacheco, en duo avec lui également. Le titre No Morira dans sa version « remix reggae », en plus du chant ragga, on a aussi un rythme (riddim) ragga superposé à la musique salsa. L'accueil du public est mitigé : on adore ou déteste. Les passages « ragga » dynamisent les morceaux et apportent un souffle neuf à la salsa ce qui séduit un public jeune, tandis qu'un public mélomane trouve les morceaux pauvres et trop commerciaux.
De leur côté, le groupe français Sergent Garcia, qui participe à de très nombreux festivals, baptise son style musical salsamuffin. Le groupe de salsa français Mambomania chante dans le même style Dame Cinco, morceau basé sur la 5e symphonie de Beethoven (Charlie Palmieri avait aussi arrangé la 5e symphonie en salsa sous le titre Quinto mayor).  D'autres titres, mélangeant salsa et ragga ou rap, sont : Han cogido la cosa (de Grupo Niche, en 2000), Que le den bam bam de Salsa Fever, Castigala (Salsa et rap, en 2002), puis Soy yo en 2005 (sur le même modèle) de Maraca. On notera aussi le remix salsa par DJ Berna Jam du ragga Get Busy de Sean Paul.

## Danse
La danse salsa-ragga (ou salsa ragga) fusionne les steps (pas/mouvements) issus de la salsa cubaine et « portoricaine » (cf. shines[Lesquels ?]), du ragga jamaïcain (dancehall) et plus généralement de danses afro-caribéennes. Pratiquée seul(e), elle ouvre de nouvelles perspectives de pratique de danse sur des couples « musique-danse » jusqu'alors non associés (par exemple : danser du dancehall sur des musiques de salsa ou inversement est désormais possible). Les styles musicaux couramment associés à la danse sont : salsa, dancehall, reggaeton, salsa-ragga, salsaton, RnB.
Cette danse est à ne pas confondre avec le Ragga Jam Salsa, qui est un rapprochement de la salsa avec le ragga jam à influence hip-hop.

## Genres connexes

### Salsaton
Le reggaeton nait tout à la fin des années 1990 au Panama et se diffuse à Porto Rico, mais aussi la République dominicaine, Cuba et d'autres pays encore. Papi Chulo (Te traigo el Hmmmm) de Lorna devient un tube de l'été et le style devient de plus en plus populaire. Celia Cruz, la « reine de la salsa » s'essaye au genre avec La Negra tiene tumbao et Ella tiene fuego, ainsi que Huey Dunbar (ex-chanteur de DLG) avec Spring Love. De son côté, Don Omar dans son reggaeton Otra noche reprend le refrain de la salsa La noche de Joe Arroyo.
Le salsaton (avec un accent aigu en espagnol : salsatón) est né lorsque le chanteur de salsa Jerry Rivera a invité le reggaetonero Voltio à chanter Mi libertad, une reprise de Frankie Ruiz. Dès lors, d'autres chanteurs salsa inviteront des chanteurs de reggaeton à rapper en duo sur leurs titres (ou l'inverse, comme Daddy Yankee qui a invité Andy Montáñez pour Sabor a melao, basé sur une salsa de l'Orquesta Tabaco y Ron et dont il existe un remix salsa-ton ; Andy Montañez invitera à son tour Daddy Yankee pour chanter Se le ve). Certains titres de salsaton sont chantés par un seul groupe ou chanteur.
Andy Montañez sort un album intitulé Salsatón / Salsa con reggaeton (Univisión Music) produit par Sergio George. Sony sort une compilation intitulée Salsaton 2005.
Des morceaux notables de salsaton comprennent :
- Tito Nieves feat. India, K mill y Nicky Jam - Ya no queda nada ;
- Andy Montáñez feat. Daddy Yankee - Se le ve ;
- Ismael Miranda, Andy Montáñez y Cheka - Se fue y me dejo ;
- Bimbo G - Ahora me toca a mi ;
- Daddy Yankee y Marc Anthony - De vuelta pa' la vuelta (2020)
- Julio Voltio feat. Sonora ponceña - Achero pa'un palo

### Salsa choke
La salsa choke est un genre musical ayant émergée en Colombie en 2004, associé à la danse choke, qui intègre à la salsa des éléments de hip-hop et/ou reggaeton.

### Rumbaton
En Espagne, Hueco a marié[Quand ?] la rumba flamenca avec le reggaeton pour donner naissance au rumbaton dans la chanson Rumbaton pa mi guerrera. On parle aussi de bachaton pour parler du mariage entre le reggaeton et la bachata (exemple : Andy Andy feat. Angel y Khriz : A quien le importa ?).